# The Politics of Dancing (песня)
«The Politics of Dancing» — хит-песня британской группы Re-Flex, выпущенная в 1983 году. Это заглавная композиция с их дебютного альбома и второй сингл группы. Песня была написана клавишником/бэк-вокалистом и сооснователем группы Полом Фишманом.
Песня стала самым крупным хитом в их карьере, она добралась до 28-й позиции в британском хит-параде, 9-й в Канаде, 12-й в Австралии и Новой Зеландии; в Соединённых Штатах песня добралась до своей наивысшей позиции в 1984 году, поднявшись до 24-й позиции в Billboard Hot 100 и восьмой в танцевальном хит-параде.
Песня использовалась в качестве музыкальной темы в таких фильмах, как «Перворождённый» (1984), «Семнадцатилетний рубеж» (1998) и «Атомная блондинка» (2017).

## Хит-парады
| Хит-парад (1983-1984)                    | Лучшая позиция |
| ---------------------------------------- | -------------- |
| Австралия (ARIA)                         | 12             |
| Канада (Billboard Canadian Hot 100)      | 9              |
| Новая Зеландия (Recorded Music NZ)       | 12             |
| Нидерланды (Dutch Top 40)                | 43             |
| Швейцария (Schweizer Hitparade)          | 28             |
| Южная Африка (Springbok Radio)           | 19             |
| Великобритания (OCC UK Singles)          | 28             |
| США (Billboard Hot 100)                  | 24             |
| US Hot Dance Music/Club Play             | 8              |
| US Cash Box Top 100                      | 23             |
| US Radio & Records CHR/Pop Airplay Chart | 25             |
| ФРГ (GfK)                                | 25             |

## Доп. ссылки
- Song info & Music video